# Elkanah Billings
Elkanah Billings (5. května 1820 Gloucester, dnes místní část města Ottawa – 14. června 1876 Montréal) byl kanadský paleontolog.

## Život
Elkanah Billings se narodil na farmě u řeky Rideau poblíž Bytownu v Ottawě (dnes známá jako Billings Estate, nejstarší dochovaná budova v Ottavě). Jeho rodiči byli jedni z prvních osadníků v oblasti: Lamira a Braddish Billingsovi.
Od roku 1839 studoval práva, v roce 1844 se stal advokátem. Amatérsky se věnoval geologii a paleontologiii. Pracoval také jako novinář, od roku 1852 do roku 1856 byl redaktorem 'Ottawa Citizen. V roce 1854 byla vydána jeho první vědecká publikace o paleontologii v časopise Královského kanadského institutu v Torontu, jehož členem se v témže roce stal. V roce 1856 založil měsíčník Canadian Naturalist and Geologist, kde po dobu dvaceti let publikoval své práce (kromě jiných vědeckých časopisů, jako například American Journal of Science and Arts v New Havenu a Geological Magazine v Londýně). V roce 1856 se stal prvním paleontologem zaměstnaným Kanadskou geologickou službou, kam jej přijal její ředitel William Edmond Logan.
Billings vydal více než 200 vědeckých prací, kromě jiného i ze zoologie. V paleontologii publikoval zejména o paleozoiku a jeho všech tehdy známých živočišných kmenech. Jeho práce se týkaly fosilií z celé geologické historie Země až k mamutům.
Identifikoval 1065 nových druhů a 61 rodů fosilií, včetně mnoha trilobitů. V roce 1872 jako první dokumentoval zkameněliny prekambrické ediakarské fauny rodu Aspidella (druh Aspidella terranovica), nalezené Alexanderem Murraym (který je ale považoval za relikty po úniku plynových bublin z hornin) v pískovcích v St. John's v Newfoundlandu o stáří asi 570 milionů let.
V roce 1858 se stal členem londýnské Geologické společnosti. Získal medaile na Světové výstavě 1862 v Londýně a 1867 v Paříži a ocenění „Společnosti přírodní historie“ v Montréalu (Natural History Society of Montreal).

## Dílo

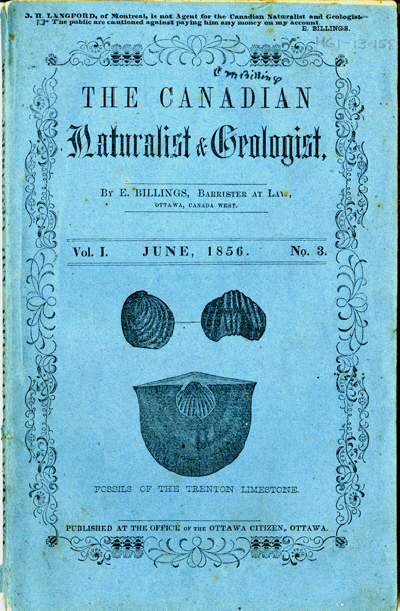
Titulní strana časopisu Canadian Naturalist and Geologist

- Billings E. 1865. Palaeozoic Fossils. Volume I. Containing descriptions and figures of new or little known species of organic remains from the Silurian rocks, 1861-1865. Dawson Brothers, Montreal. Geological Survey of Canada, Separate Report, 426 pp.
- Palaeozoic Fossils, Band 1 (Containing descriptions and figures of new or little known species of organic remains from the Silurian rocks, 1861–1865). Dawson Brothers, Montreal. Geological Survey of Canada, Separate Report, 1865, Band 2, 1874
- Catalogues of the Silurian fossils of the Island of Anticosti, with descriptions of some new genera and species, Geological Survey of Canada, Montreal, London, New York, and Paris, 1866

Ucelený přehled publikací poskytuje
- D. B. Dowling General index to the reports of progress, 1863 to 1884, Geological Survey of Canada, Ottawa, 1900